# Ісаєв Василь Якович
Василь Якович Ісаєв (нар. 13 серпня 1917, село Якушево Пудозького повіту Олонецької губернії, тепер Пудозького району Карелії, Російська Федерація — 14 жовтня 2008, місто Москва) — радянський державний діяч, 1-й заступник голови Держплану СРСР, голова Ленінградського міськвиконкому. Кандидат у члени ЦК КПРС у 1966—1981 роках. Член ЦК КПРС у 1981—1986 роках. Депутат Верховної ради СРСР 6—10-го скликань.

## Життєпис
Народився в селянській родині. У 14-річному віці переїхав до Ленінграда, де закінчив будівельний технікум.
У 1937—1942 роках — виконроб дільниці, нормувальник будівельного тресту в Ленінграді та «Дальвоєнбуду» в місті Хабаровську. Брав участь у будівництві Іжорського заводу і авіаційного заводу в Ленінградській області.
Член ВКП(б) з 1939 року.
Під час німецько-радянської війни разом із колективом авіазаводу евакуйований в місто Нижній Тагіл Свердловської області.
У 1942—1949 роках — на партійній роботі в Свердловській області: завідувач відділу Нижньотагільського міського комітету ВКП(б), партійний організатор тресту «Тагілбуд». Займався реконструкцією «Уралвагонзаводу» і будівництвом прокатного стану металургійного заводу. У 1949 році повернувся до Ленінграду.
У 1949—1955 роках — начальник будівельно-монтажного управління, керуючий будівельного тресту «Ленпромбуд» в Ленінграді.
У 1955—1961 роках — начальник, 1-й заступник начальника Головленінградбуду.
У 1960 році закінчив заочно Ленінградський інженерно-будівельний інститут.
У 1961 — 2 липня 1962 року — 1-й заступник голови виконавчого комітету Ленінградської міської ради депутатів трудящих.
2 липня 1962 — 6 серпня 1966 року — голова виконавчого комітету Ленінградської міської ради депутатів трудящих.
У липні 1966 — 1984 року — 1-й заступник голови Державного планового комітету (Держплану) СРСР. Відповідав за капітальне будівництво.
З 1984 року — персональний пенсіонер союзного значення в Москві.
Помер 14 жовтня 2008 року. Похований в Москві на Троєкуровському цвинтарі.

## Нагороди
- два ордени Леніна
- орден Жовтневої Революції
- два ордени Трудового Червоного Прапора
- орден «Знак Пошани»
- медалі